# Édmée Chandon
Pour les articles homonymes, voir Chandon.
Edmée Chandon, née le 21 novembre 1885 dans le 11e arrondissement de Paris et morte le 8 mars 1944 dans le 14e arrondissement de Paris, est une astronome française. Elle devient le 1er mars 1912 la première astronome professionnelle en poste en France, à l'Observatoire de Paris. Elle est aussi la première Française obtenant un doctorat ès sciences mathématiques en mars 1930.

## Biographie

### Jeunesse et études
Elle naît à Paris de François Chandon, négociant, et de Marie Duhan. Elle est l’aînée de cinq enfants, Pierre-Marie-Jules, Juliette-Marie, Martial-Marie-Émile et Aurette-Marie. 
Sa sœur Juliette Marie, traductrice et auteure d'ouvrages pour la jeunesse sous le pseudonyme de Gisèle Vallerey, est l'épouse de leur cousin germain, le romancier Tancrède Vallerey. 
Son frère Pierre, sous-lieutenant au 20e bataillon de chasseurs à pied, sera tué pendant la première guerre mondiale et inhumé dans la nécropole nationale de Notre-Dame-de-Lorette,.
Bachelière ès-lettres et ès-sciences, elle obtient une licence de mathématiques et de physique à la Sorbonne et est reçue première au concours d'agrégation de mathématiques de jeunes filles en 1908.

### Entrée à l'Observatoire de Paris
Elle entre à l'Observatoire de Paris en tant que stagiaire en novembre 1908, où elle travaille sur des mesures et réductions de clichés photographiques. L'année suivante, dans le courant du mois de janvier, Jacques Jean Trousset rejoint l'équipe des mesures en tant que stagiaire. Il est lui aussi mathématicien agrégé en 1908 et membre de la Société astronomique de France depuis 1909. Ils se marient le 6 avril 1910 à Saint-Cloud. Dans le courant de l'année 1910, Jacques Trousset est appelé à l'Observatoire de Bordeaux. Le mariage tourne court, un jugement de divorce est prononcé le 26 avril 1911.
Elle est nommée par arrêté en date du 28 février 1912 à l'Observatoire de Paris comme aide astronome et attachée, à dater du 1er mars. 
Elle devient ainsi la toute première femme astronome professionnelle française. Une autre femme admise à l'observatoire, Dorothea Klumpke n'a alors qu'une autorisation d'utiliser le matériel. L'Aurore annonce cette nomination en première page comme une Nouvelle victoire féministe.

### Carrière et travaux
Le 22 juin 1914, elle représente l'Observatoire de Paris à la Fête du Soleil organisé par la Société astronomique de France à la Tour Eiffel, en présence de Percival Lowell et de Camille Flammarion.
Elle améliore en 1916 la détermination de la latitude de l'Observatoire de Paris (48° 50' 11", 21) à partir d'observations d'étoiles avec l'astrolabe à prisme de Claude et Driencourt.
En 1919, elle est admise à la Société Mathématique de France. Dans les années 1920, ses travaux portent sur la mesure des étoiles doubles qu'elle observe avec l'équatorial de la Tour de l'Ouest.
À partir de 1922, elle est également chargée, avec Martial Simonin et Armand Lambert, des observations avec le nouvel instrument des passages commandé à Edouard Bouty par Benjamin Baillaud.
Elle est nommée astronome adjoint en 1924,.
Le 26 mars 1930, elle obtient le grade de docteur ès sciences mathématiques. Elle est la première Française à soutenir une thèse d'état en sciences mathématiques ; les examinateurs sont Ernest Esclangon, Jean Chazy et Armand Lambert. Dans cette thèse, intitulée Recherches sur les marées de la Mer Rouge et du Golfe de Suez, elle montre que les marées de la Mer Rouge offrent un cas typique d'onde stationnaire. Le sujet abordé concerne l'astronomie et la géodésie, deux domaines à la marge du milieu mathématique académique traditionnel.
En 1935, elle publie avec André Gougenheim un ouvrage (bilingue français et anglais) traitant notamment des astrolabes à prisme qui fera autorité pendant 25 ans.

### Retraite et décès
Elle prend sa retraite le 1er octobre 1941, mais Ernest Esclangon propose de la réintégrer pour la présenter avec Bernard Lyot, André Couder et Daniel Chalonge afin de pourvoir deux postes d'astronomes titulaire à l'Observatoire de Paris. André Couder y est fermement opposé ainsi qu'il le dit dans un brouillon d'une lettre à l'attention d'André Danjon, datée du 25 mai 1942 : « Je crois qu' Ernest, outre Bernard, tâchera de faire nommer Edmée réintégrée, candidate de son cœur. Ce serait un désastre. »
Le 17 mai 1943, l'Académie des sciences présente les quatre candidats au ministre de l’Éducation nationale. Bernard Lyot est proposé en première ligne pour le premier poste. Edmée Chandon étant à égalité avec André Couder, 20 voix chacun, les deux sont présentés en première ligne pour le second poste et Daniel Chalonge en seconde ligne. Si le choix du ministre désignait Mme Chandon, elle deviendrait alors la première femme astronome titulaire en France. Le journal Le Matin titre en première page Pour la première fois une femme sera-t-elle astronome titulaire à l'observatoire de Paris ? Mais le choix se porte finalement sur André Couder.
Elle décède le 8 mars 1944 à l'âge de 58 ans à son domicile sis au 38 avenue de l'Observatoire. Il semble que malgré sa mise à la retraite en 1941, elle ait continué à exercer à l'Observatoire de Paris car on trouve mention dans le Journal officiel de la République française de 1945 de son remplacement au poste d'astronome adjoint par Mme Rose Bonnet, docteur et aide astronome à compter du 1er octobre 1945.
Les circonstances exactes de sa disparition ne sont pas connues et on trouve très peu de mention de son décès dans les comptes rendus et autres revues périodiques des associations scientifiques et astronomiques. Dans une lettre à Couder datée du 24 avril 1944, Danjon écrivait : Madame Chandon a eu une triste fin. Elle est inhumée au cimetière de Saint-Cloud.

## Hommages
L'astéroïde (1341) Edmée (1935 BA), découvert par l'astronome belge Eugène Delporte, lui est dédié.
Une rue porte son nom dans les communes de Guilers (Finistère), Le Pont-de-Claix (Isère), Vailhauques (Hérault), Guipavas (Finistère)
Une école primaire porte son nom dans la commune de Clichy (Hauts-de-Seine).
Une place a été baptisée en son honneur à Nantes.
Une station de la ligne A du tramway de Grenoble, située à Pont-de-Claix, porte son nom.
Depuis 2018, une impasse de Bréal-sous-Montfort (Ille-et-Vilaine) porte son nom.
Le square Edmée-Chandon lui rend hommage dans le 11e arrondissement de Paris, dans lequel elle est née. Il a été inauguré le 20 novembre 2021.